# Braniewo (gmina)
Braniewo est une gmina rurale du powiat de Braniewo (district), dans la Varmie-Mazurie (région), dans le nord de la Pologne, à la frontière avec la Russie. Son siège est la ville de Braniewo, bien qu'elle ne fasse pas partie du territoire de la gmina.
La gmina couvre une superficie de 306,93 km2 pour une population de 6 400 habitants.

## Géographie
La gmina inclut les villages de Bemowizna, Bobrowiec, Brzeszczyny, Cielętnik, Działy, Elżbiecin, Garbina, Glinka, Goleszewo, Grodzie, Gronówko, Gronowo, Grzechotki, Grzędowo, Jarocin, Józefowo, Kalina, Kalinówek, Kiersy, Klejnówko, Klejnowo, Krasnolipie, Krzewno, Lipowina, Maciejewo, Marcinkowo, Mikołajewo, Młoteczno, Nowa Pasłęka, Pęciszewo, Podgórze, Podleśne, Prątnik, Prętki, Rogity, Różaniec, Rudłowo, Rusy, Rydzówka, Stara Pasłęka, Stępień, Strubiny, Świętochowo, Szyleny, Ujście, Ułowo, Wielewo, Wikielec, Wilki, Wola Lipowska, Zakrzewiec, Zawierz, Żelazna Góra et Zgoda.
La gmina borde la ville de Braniewo et les gminy de Frombork, Lelkowo, Pieniężno et Płoskinia. Elle est également frontalière de la Russie (oblast de Kaliningrad).